# Ranunculus regelianus
Ranunculus regelianus är en ranunkelväxtart som beskrevs av Pavel Nikolaevich Ovczinnikov. Ranunculus regelianus ingår i släktet ranunkler, och familjen ranunkelväxter. Inga underarter finns listade i Catalogue of Life.